# Бок-чой
Бок-чо́й, также пак-чо́й или кита́йская черешко́вая капу́ста (кит. 白菜) — сортогруппа листовых овощей, которые ботанически относятся к виду Репа огородная, но в быту чаще называются листовой капустой. Растения не завязывают кочанов, но формируют плотную розетку гладких, тёмно-зелёных листьев с широкими мясистыми черешками. Бок-чой популярен в южном Китае и в странах Юго-Восточной Азии. В последнее время[уточнить] его активно выращивают и продают в Европе и Северной Америке. 
Ранее Бок-чой выделялся как самостоятельный ботанический подвид Репы — Brassica rapa subsp. chinensis L., но сейчас это название считается устаревшим синонимом самого вида. При современном подходе в соответствии с правилами МКБН и МКНКР корректным названием группы сортов является Brassica rapa Pak Choi Group.

## Наименование
В русскоязычных странах бок-чой известен как «черешковая капуста», «китайская листовая капуста» или просто «китайская капуста», что не совсем верно, так как китайской капустой считается также другой сорт этого растения — пекинская капуста. В англоязычных странах прижились названия bok choy или pak choi, что в переводе с кантонского означает «белый овощ».
В Китае в основном используется три термина: большинство китайцев, говорящих на севернокитайском языке, используют название 油菜, что буквально означает «масляный овощ», — так как в Китае из семян бок-чоя делается овощное масло. Шанхайцы используют термин 青菜, что означает «сине-зеленый овощ», а кантонцы 白菜.

## Пищевая ценность
Бок-чой является популярным ингредиентом в китайской, корейской и японской кухнях. Его варят на пару, жарят, добавляют в супы и маринуют.
В бок-чое содержится большое количество витамина А и С. В среднем на 100 грамм приходится 13 килокалорий, 0,2 г жиров, 1 г диетической клетчатки, 1,5 г белка, 105 мг кальция, 0,8 мг железа, 19 мг магния и 65 мг натрия

## Разновидности
Существует достаточно большое количество разновидностей бок-чоя, среди которых:
- Обычный бок-чой (кит. 普通白菜, англ. regular bok choy) с белым основанием стеблей и зелёными листьями высотой около 30 см.
- Молочный бок-чой (кит. 牛奶白菜, milk bok choy) с ярко-белыми черенками, от цвета которых и происходит название, и листьями около 10 см.
- Малый бок-чой (кит. 小白菜, baby bok choy) с листьями высотой около 5-7 см.
- Шанхайский бок-чой (кит. 上海大白菜, Shanghai bok choy) с ярко-зелёными листьями высотой около 15 см.
- Шанхайский малый бок-чой (кит. 上海小白菜, Shanghai baby bok choy) с ярко-зелёными листьями высотой около 5 см.

## Галерея

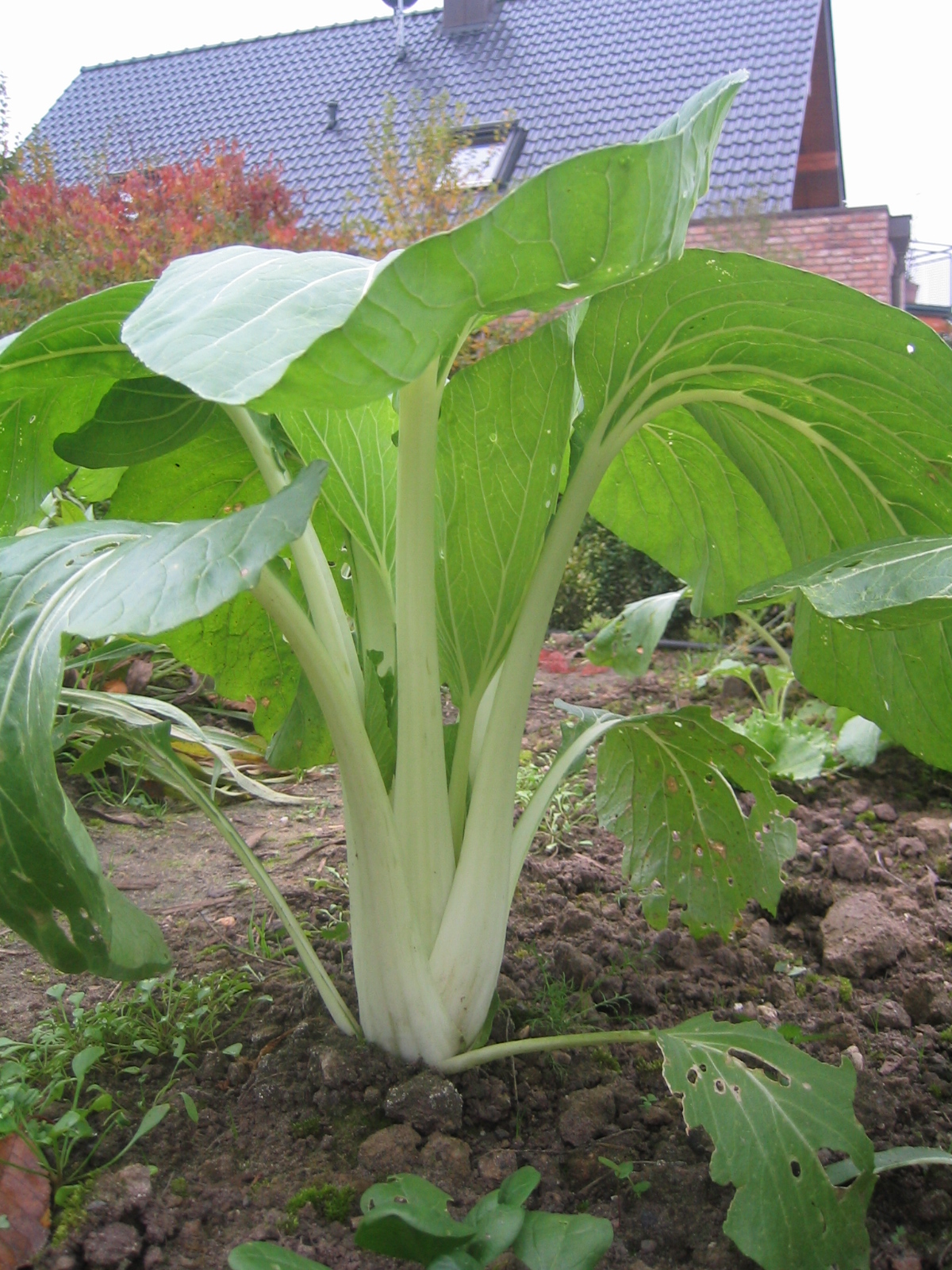
B. rapa chinesis
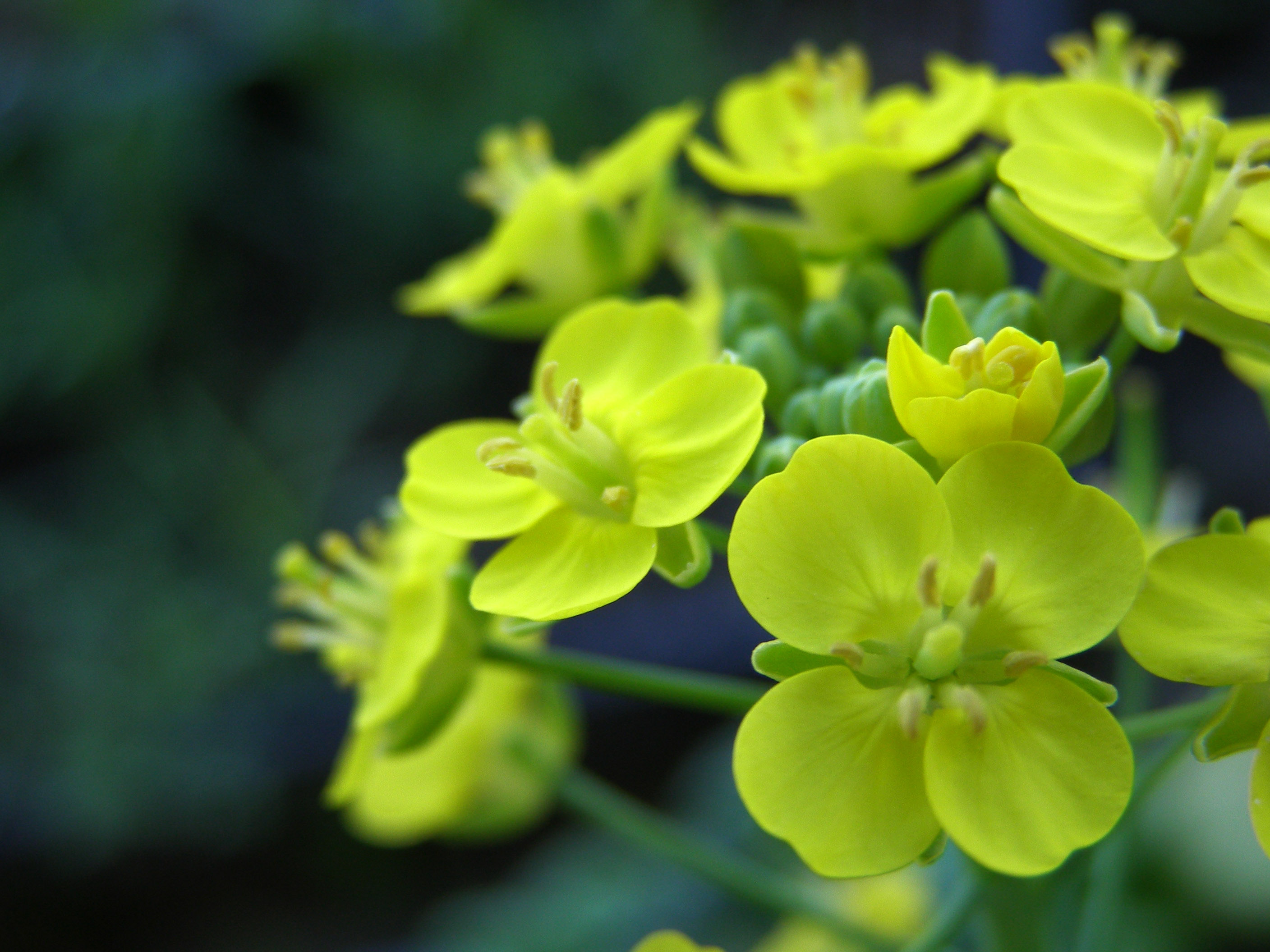
Жёлтые цветки B. rapa chinesis
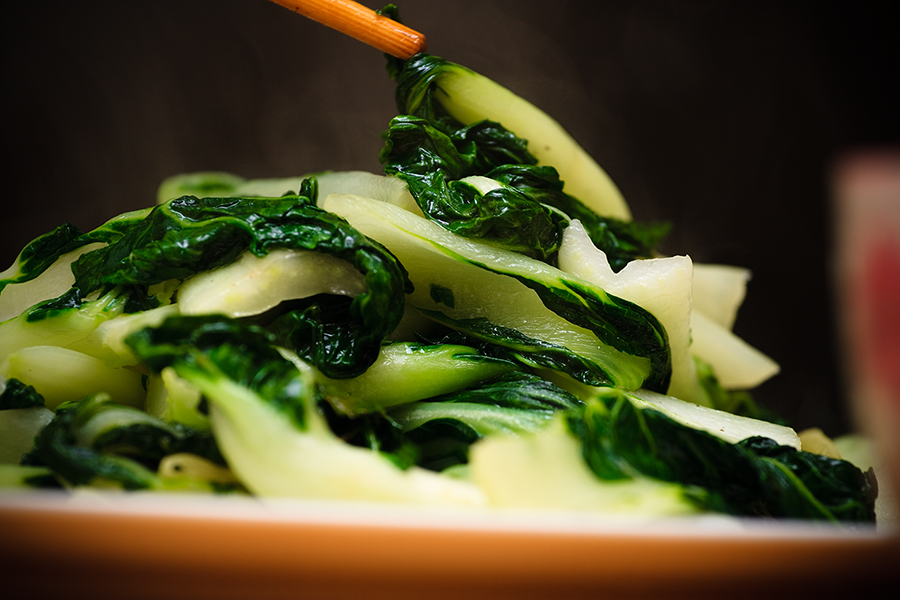
Приготовленный бок-чой